# Charles-Augustin Collin
Charles-Augustin Collin   (Saint-Brieuc, 16 d'abril de 1865 - La Guerche-de-Bretagne, 30 de maig de 1938) fou un organista i compositor francès.

## Biografia
Charles-Augustin Collin va néixer en una família de músics de Saint-Brieuc. El seu pare, Charles-René, ostentava l'orgue de la catedral de Saint-Brieuc.
Després de classes de música amb el seu pare, va estudiar a l'"École Niedermeyer" de París del 1879 al 1884, on va treballar al piano amb Alexandre Georges, l'orgue amb Clément Loret i l'harmonia amb Gustave Lefèvre i Eugène Divisa. A París, també segueix els consells de l'amic del seu pare César Franck i és organista adjunt de Léon Boëllmann a Saint-Vincent-de-Paul i d'Adolphe Deslandres a Sainte-Marie-des-Batignoles.
El 1884 va esdevenir organista titular i mestre de capella de l'església de Notre-Dame de Rennes, càrrecs que va ocupar fins al 1935. Més enllà del simple cercle de la seva parròquia, està molt involucrat en la vida musical de la ciutat bretona, al Conservatori de Rennes, al Cercle Celta de Rennes (president honorari), a la "Société des Concerts Radio-Rennes", a la revista "L'Hermine" o al diari "La Vie Rennaise".
Va ser nomenat cavaller de l'ordre de la Legió d'Honor el 1935 i va morir tres anys després a La Guerche-de-Bretagne. També va ser cavaller de l'Orde de Sant Gregori el Gran des de 1930. Està enterrat a Saint-Brieuc a la volta familiar dels Collins.
Com a compositor és autor de nombroses peces per a orgue i harmònium. També va escriure peces vocals religioses, motets, misses i cantates, una cantata a Joana d'Arc i un miracle de Saint-Melaine a la seva parròquia.

## Obres
Música vocal
- Pro Ecclesis, gregorians en 3 llibres
- Sacerdos et pontifex, per a un sant bisbe o per a l'entrada d'un bisbe (paràfrasi de l'antífona gregoriana), cor amb 2 (o 3) veus desiguals (alt ad libitum), amb orgue
- Le Retour au pays natal, escenes líriques (solos, cors i orquestra) en honor de Villiers de L'Isle-Adam (amb motiu de l'erecció del seu monument a Saint-Brieuc), poema de Louis Tiercelin
- Missa de Sant Carles, semi-solemne, a dues veus (solos i cors) amb acompanyament d'orgue
- Missa de Sant Agustí per a dues veus iguals, solos i cors amb acompanyament d'orgue
- Regina coeli, soli i cors amb 4 veus desiguals, amb acompanyament d'orgue
- Cantata del Congrés Celta Internacional, paraules franceses de Gaultier du Mottay, paraules bretones del pare Bourdellès, per a soli, cor amb acompanyament de piano i orgue.

Música instrumental 
- Ad Altare Dei, cent peces, en dotze parts, per a orgue o harmònium
- Set peces per a òrgan o harmònium
- 12 peces per a orgue o harmònium
- Deu peces de diferents gèneres per a òrgan o harmònium
- Cent peces en tots els tons majors i menors, per a orgue-harmònium
- Laudans invocabo Dominum, peces fàcils per a orgue-harmònium
- Esbossos per a òrgan-harmònium
- Chants de la Bretagne "Gwerziou Breiz-Izel", per a òrgan-harmònium
- Music Church, dotze peces per a harmònium o orgue sense pedal
- Cinc peces funeràries, per a harmònium o orgue sense pedal
- Cinc peces per a piano
- Ricordando, peça per a piano
- Al país bretó, improvisació per a piano
- Andante per a violí i piano
- Caprici per a clarinet i piano
- Trois Impromptus per a oboè amb acompanyament de piano
- Peces curtes per a oboè amb acompanyament de piano

## Homenatge
Un "carreró Charles Collin" és nomenat així en honor seu per l'Ajuntament de Rennes, per deliberació del 28 d'octubre de 1966.